# 1981年廈門公交車爆炸案
廈門公交車爆炸案發生於1981年6月24日晚7時40分左右，一輛由輪渡碼頭開往廈門站的編號30671的公交車發生爆炸，造成至少40人死亡，84人受傷（一說傷72人）。 
后此案件在翌年11月（1982年）宣布告破，一名27歲的無業男子由于憤世嫉俗，將22包炸藥在公車上引爆。）。
此男子亦在是次爆炸案中不治身亡。

## 經過
1981年6月24日，一輛铰接式公交車在途中發生爆炸，導致至少40人死，84人傷。爆炸后，现场處處是屍體、肢體，場面令人膽顫心驚。此案破案難度非常大，當事人許多都已死亡，因此根本無從下手，但后經幸存者描述，以及掉落殘肢等证据，在翌年確定了犯罪嫌疑人黃可芬。其原為宁化凉伞岗劳改农场逃犯，年齡27歲。因厭世、憤世嫉俗等多種原因，在購買了22包炸藥，700多只雷管後於公交車上點燃引爆。此案終在歷經13個月后宣布告破。

## 影響
由於當年信息傳播途徑之閉塞，曾在廈門市引發少許謠言，但不久便平息；并曾在一段時間內給当地群眾帶來對於乘坐公交車的恐懼感。